# Merita Berntsen
Merita Helena Sofia Berntsen Mol (Bergen, 24 de fevereiro de 1969) é uma ex-voleibolista indoor e jogadora de vôlei de praia norueguesa que disputou a edição dos Jogos Olímpicos de Verão em 1996 nos Estados Unidos e sagrou-se medalhista de prata no Campeonato Europeu de 1995 na França. 

## Carreira
Na década de 1980 iniciou no vôlei de quadra (indoor)  e atuou pelo time Tambarskjelvar Idrettslag, e quando tinha 14 anos de idade foi convocada para seleção juvenil e aos 16 anos  foi convocada paral seleção principal, na sequência transferiu-se para o Sandnes Volleyballklubb e após uma boa temporada em 1991, foi convidada para defender e Universidade da Califórnia em Santa Bárbara, nos Estados Unidos, e na primeira jornada  já foi nomeado para o All American (segundo time) em 1990, foi atleta do Fyllingen Idrettslag chegou despertar interesse do Pallavolo Sirio Perugia, mas, não aceitou a proposta de atuar por este clube italiano, chegou a completar 64 partidas internacionais pela seleção.É irmã de voleibolistas e casou com seu ex-treinador Kåre Mol, desta união surgiram cinco filhos voleibolistas, entre eles o jogador de vôlei de praia Anders Mol.
A partir de 1994 migrou para o vôlei de praia, quando formou dupla com Ragni Hestad sagrando-se campeãs nacionais, e no ano seguinte conquistaram o título nacional e a medalha de prata no Campeonato Europeu de Voleibol de Praia de 1995 em Saint-Quay-Portrieux  estrearam no Circuito Mundial em 1995 no Aberto de Clearwater, quando terminaram na décima sétima posição, mesmo posto nos Abertos de Brisbane e Espinho, obtiveram o décimo terceiro posto nos Abertos de Pusan, Carolina (Porto Rico) e Santos, tendo o trigésimo quinto posto no Aberto de Hermosa Beach, e o sétimo lugar no Aberto de Bali como melhor resultado do circuito.
Na temporada de 1996, ao lado de Ragni Hestad, terminaram na terceira posição no campeonato nacional, e no circuito mundial terminaram na décima sétima posição no Aberto do Rio de Janeiro e na Série Mundial de Hermosa Beach, o décimo terceiro lugar na Série Mundial de Maceió, nona posição na Série Mundial de Recife e nos Jogos Olímpicos de Verão de 1996 em Atlanta, terminaram em sétimo nas Séries Mundiais de Espinho e Ostende. Após a carreira de atleta, dedicou-se a ser treinadora mental da dupla formada por seu filho  Anders Mol e Christian Sørum